# Moses Kotane (gmina)
Moses Kotane – gmina w Republice Południowej Afryki, w Prowincji Północno-Zachodniej, w dystrykcie Bojanala Platinum. Siedzibą administracyjną gminy jest Mogwase.